# Vladimir Čonč
Vladimir Čonč (Zagabria, 13 gennaio 1928 – Zagabria, 15 ottobre 2012) è stato un calciatore jugoslavo, croato dal 1991, di ruolo centrocampista.

## Palmarès

### Club
- Campionato jugoslavo: 2

Dinamo Zagabria: 1954, 1958
- Kup Maršala Tita: 1

Dinamo Zagabria: 1960

### Nazionale
- Argento olimpico: 1

Helsinki 1952